# Mais Motor Truck Company
Mais Motor Truck Company war ein US-amerikanischer Hersteller von Kraftfahrzeugen.

## Unternehmensgeschichte
Das Unternehmen wurde 1911 in Indianapolis in Indiana gegründet. Charles A. Bookwalter war Präsident, Albert F. Mais Vizepräsident, A. W. Markham Sekretär und Schatzmeister und Edward Robison Generalmanager. Sie fertigten zwischen 1911 und 1916 Nutzfahrzeuge. Nur 1912 entstanden auch einige Personenkraftwagen. Der Markenname lautete Mais.
1916 erfolgte die Übernahme durch Premier Motors.

## Fahrzeuge
Der Pkw hatte einen Motor von der Model Gas Engine Works. Der Aufbau war ein Roadster mit Platz für zwei Personen.
Die Lastkraftwagen waren mit 1½, 2½ und 5 Tonnen angegeben.